# Dieta na podlagi krvnih skupin
Dieta po krvnih skupinah je dieta, katere zagovornik je Peter D’Adamo, ameriški zdravnik in naravni zdravilec. Opisana je v njegovi knjigi Eat Right 4 Your Type, v kateri trdi, da je krvna skupina najpomembnejši dejavnik pri izbiri prehrane. Tako razdeli dieto, ki je primerna za ljudi s posamezno krvno skupino, na tipe 0, A, B in AB.
Dieta ima tudi mnoge nasprotnike, ki dvomijo o povezavi med krvnimi skupinami in prehrano.  Ne strinjajo se tudi z nastankom krvnih skupin in t. i. lektinsko hipotezo. Teorija o krvnih skupinah ni podprta s prepričljivimi znanstvenimi dokazi.

## Razvoj teorije
Medicinske raziskave so že pred časom pokazale, da tako imenovana zdrava živila niso enako primerna za vse ljudi. Manjkalo je le spoznanje, zakaj je to tako. Prva, ki sta se poskušala dokopati do razlage, sta bila ameriška zdravnika James D'Adamo in njegov sin Peter D'Adamo. Po dolgoletnem proučevanju sta ugotovila, da na to, kako bo posameznik prenesel živilo, vpliva tudi njegova krvna skupina.

## O avtorju
Vse skupaj se je začelo, ko je James D´Adamo v petdesetih letih prejšnjega stoletja pri nekaterih svojih bolnikih opazil, da jim vegetarijanska nemastna dieta ni ublažila težav. Pri njih se je splošno zdravstveno stanje celo poslabšalo. To ga je pripeljalo na misel, da leži rešitev v različnih krvnih skupinah, saj prav kri oskrbuje celice s hranili. Ko se je opazovanja lotil bolj sistematično, je opazil, da večini njegovih pacientov s krvno skupino A prehrana z veliko mesa ni ustrezala, veliko bolje pa so prenašali rastlinske beljakovine (soja, tofu). V nasprotju z njimi, pa so se bolniki s krvno skupino 0 tudi po visokokalorični hrani dobro počutili.
Tudi Peter D´Adamo je našel zanimive povezave med prehrano in krvnimi skupinami. Opazil je, da so ljudje s krvno skupino A bolj nagnjeni k boleznim, ki nastajajo zaradi pomanjkanja želodčnih sokov, ljudje s krvno skupino 0 pa k tistim, ki nastanejo zaradi visoke koncentracije želodčne kisline npr. razjeda na želodcu.

## Razlaga krvnih skupin
V človeški populaciji se nahajajo trije aleli (i, IA in IB) za določevanje krvne skupine . Krvna skupina pa je določena s kombinacijo dveh od teh alelov. Alela IA in IB sta enakovredna in se zato dedujeta kodominantno. Oba pa sta dominantna nad alelom i, ki je recesiven.
Alel IA nosi zapis za antigen A, alel IB zapis za antigen B, alel i pa ne nosi zapisa za antigene.
Antigeni so po svoji zgradbi glikoproteini. Osnovna molekula, ki se veže na protein v površini eritrocita je nerazvejani oligosaharid, imenovan snov H (zadnji monosaharid v verigi je fukoza). Ljudje, ki imajo na površini membranskih beljakovin eritrocitov vezano snov H, imajo krvno skupino 0. Če je nanjo vezan N-acetilgalaktozamin, je to krvna skupina A, če pa je vezana galaktoza, ima oseba krvno skupino B. Če na eritrocitih najdemo oba monosaharida, ima oseba krvno skupino AB.
V krvni plazmi ljudi so lahko prisotna protitelesa anti-A in anti-B, ki reagirajo z antigeni in lahko eritrocite zlepijo in razgradijo. Kri tako ni več tekoča, zato lahko nastopi smrt.
Ljudje s krvno skupino A, torej z antigenom A na eritrocitu, imajo v krvni plazmi protitelesa anti-B, ljudje s krvno skupino B, torej z antigenom B na eritrocitu, pa tvorijo protitelesa anti-A. Tisti, ki imajo krvno skupino AB in tako torej na eritrocitu oba antigena A in B, tvorijo mnogo drugih protiteles, vendar nobenega proti kateremu od teh dveh antigenov. Ljudje s krvno skupino 0, ki na eritrocitih nimajo antigenov, tvorijo obe vrsti protiteles, anti-A in anti-B.
Zaradi tvorbe protiteles je treba pri infuziji paziti, da človek ne dobi krvi s tistimi antigeni, za katere v njegovi krvi obstajajo protitelesa. Krvno skupino 0 (nima antigenov na eritrocitih) lahko tako sprejmejo vse krvne skupine, skupina AB (ne tvori protiteles) pa lahko sprejme kri vseh ostalih skupin. Krvna skupina 0 je tako univerzalni krvodajalec, krvna skupina AB pa univerzalni krvoprejemnik.

## Osnovna ideja diete
Dieta po krvnih skupinah zagovarja uživanje samo določenih vrst živil, primernih za neko krvno skupino in izogibanje tistih, ki bi naj bila za to isto krvno skupino neprimerna. Dieta torej ločuje glede na krvne skupine 0, A, B in AB (čeprav poznamo 38 sistemov krvnih skupin, naj bi imel poglavitno vlogo prav sistem AB0). Krvne skupine naj bi namreč vplivale na našo dovzetnost za različne bolezni in celo na to, kakšno vrsto vadbe bi morali izbrati. Peter D’Adamo to izrazi s stavkom: »Krvna skupina je ključ, ki oklepa vrata v skrivnostni svet zdravja, bolezni, dolgega življenja, telesne vitalnosti in čustvene stabilnosti.« Tako naj bi ljudje z različnimi skupinami tudi uživali različno hrano, saj naj bi bila nekatera živila za ljudi z eno krvno skupino nevarna, za ostale pa ne.

### Lektinska hipoteza
Vsaka krvna skupina ima svoj obrambni sistem: ena krvna skupina ustvarja protitelesa proti drugim krvnim skupinam. Po mnenju Petra D’Adama imajo nekatere snovi v živilih podobne lastnosti kot krvna protitelesa, in sicer sposobnost, da krvne celice zlepijo v strdke. Ravnajo torej tako, kot bi uničevali tujke v telesu (kot pri reakciji zavrnitve tujka). Poglavitni krivci za to so po njegovem mnenju lektini. Nekateri lektini, ki jih v organizem vnašamo s hrano, niso združljivi z našo krvno skupino. Peter D’Adamo zaključi, da je pomembno, da smo pozorni na tiste lektine, ki jih naš organizem oz. naša krvna skupina slabo prenaša. Iz tega sledi D’Adamova razdelitev prehrane, ki je primerna za posamezno krvno skupino; torej na živila, ki so primerna za 0, A, B in AB tip krvne skupine. S tako dieto naj bi tako zmanjšali neželene rekcije lektinov.
Kako posamezen organizem prenaša določena živila, se lahko preizkusi z metodo »indikan« . Kadar je beljakovinska hrana slabo presnovljena, nastajajo strupene snovi. Skupna lastnost teh snovi je indolni obroč, ki nastane pri prebavi triptofana. Več ko je teh snovi v seču, bolj izrazita je njegova modra obarvanost. Osupljivo pa je, da daje isto živilo pri ljudeh različnih krvnih skupin različne rezultate.

## Nastanek krvnih skupin
Presnovne predispozicije, o katerih govori D'Adamo, so v resnici genetske predispozicije, ki jih skupaj z lastnimi geni prinesemo na svet. Te značilne predispozicije so po njegovem mnenju nastale kot posledica dogajanj v zgodovini, ko so se posamezne, v preteklosti razmeroma izolirane, populacije evolucijsko prilagajale na podnebne, zemljepisne in tudi prehranjevalne razmere, v katerih so živele. Krvne skupine se naj bi zato najbolj razlikovale glede na presnovne značilnosti in imunski sistem.

### Krvna skupina 0 (stara krvna skupina; lovci) – mesojedci
Skupina 0 je najstarejša, osnovna krvna skupina naših prednikov, ki naj bi nastala približno 40000 let pr. n. št. na afriški celini. Takratni ljudje so začeli loviti v organiziranih skupinah, izdelovati orožje in orodje. Beljakovine (meso) so postale njihovo gonilo in prav na tej točki so prišle prebavne lastnosti, ki se pripisujejo krvni skupini 0, do polnega izraza. Ljudje so cveteli ob prehranjevanju z mesom in v kratkem času so pobili vso večjo divjad, saj je število ljudi naraščalo. V stiski so začeli jesti vse, kar so mogli prežvečiti: sadeže, oreške, koreninice, manjše živali. Ko so se severna območja otoplila, se je začelo izseljevanje v Azijo in Evropo. Te selitve so napolnile planet z osnovnim prebivalstvom s krvno skupino 0, ki je še danes prevladujoča.

### Krvna skupina A (kmetovalska krvna skupina; poljedelci) – vegetarijanci
Ta krvna skupina je nekoliko mlajša in naj bi se izoblikovala v obdobju od 25000 do 15000 let pr. n. št. Domnevno je nastala v Aziji ali na Srednjem vzhodu. Ljudje so se že stalno naselili, povezovalo pa jih je poljedelsko gospodarstvo. Naučili so se gojiti žita, udomačili so nekatere divje živali. Ker ljudje niso bili več primorani vsakodnevno iskati hrane, se je poraba mesa za prehrano občutno zmanjšala, povečala pa se je uporaba poljščin. Preprost prebavni trakt lovcev in zbiralcev se je moral prilagoditi novi prehrani. Poleg tega so morali biti poljedelci imunsko izjemno odporni, saj je bilo ozemlje na katerem so živeli, gosto naseljeno (večja verjetnost epidemij).

### Krvna skupina B (balans; nomadi) – (skoraj) vsejedci
Krvna skupina B naj bi se pojavila pred kakimi 10000–15000 leti v goratih predelih Himalaje, v delu današnjega Pakistana in Indije. Tam so bile življenjske razmere zelo neugodne. Podnebje je bilo neprijazno, preskrba z živili pa zelo neredna in pogosto zelo enostranska. Pomemben temelj prehrane so tvorili fermentirani mlečni izdelki ter poljščine. V takšnih razmerah so morali biti ljudje žilavi in vztrajni. Pogosto so cele dneve iskali hrano, pri čemer so bili izpostavljeni ostrim vremenskim vplivom. Prav zaradi tega je moral biti imunski sistem ljudi posebej prilagojen in zelo odporen.
Tekom stoletij se je krvna skupina B širila prek vzhodnega dela Afrike v Evropo, Azijo ter skoraj po vsej srednji, Južni in Severno Ameriki.

### Krvna skupina AB (zagonetneži) – sodobni jedci mešane hrane
Krvna skupina AB se je po Peter D’Adamovem mnenju pojavila šele pred 1000 do 1200 leti. Zaradi poznega pojava je to tudi zelo redka krvna skupina, saj jo ima le okrog 3% vsega prebivalstva. Ta krvna skupina je nastala med preseljevanjem ljudstev, ko se je krvna skupina A prebivalcev vzhodne in srednje Evrope pomešala s krvno skupino B Mongolov iz Azije. Krvna skupina AB pomeni povezavo značilnosti skupin A in B.

## Značilnosti posameznih skupin
Prav zaradi evolucijskega nastanka naj bi bile po mnenju Petra D´ Adama za vsako krvno skupino značilne določene karakteristike v smislu osebnosti in prilagajanja na razmere v okolju ter povečanega tveganja za določene bolezni. Avtor nam na svoji spletni strani celo ponuja strategije življenjskega sloga, ki naj bi vsaki krvni skupini najbolj ustrezale.

### Krvna skupina 0
Značilnosti, ki jih Peter D´ Adamo pripisuje ljudem s to krvno skupino so vodstvene sposobnosti, odprtost, energija in zbranost. Ob nepravilni prehrani in pomanjkanju redne telesne vadbe naj bi bili relativno bolj nagnjeni k nastanku insulinske resistence ter zmanjšani ščitnični aktivnosti kar ima za posledico prekomerno pridobivanje telesne teže, zadrževanje telesnih tekočin in utrujenost. D´ Adamo tudi trdi, da so ti ljudje precej nagnjeni k nastanku želodčnih razjed, možnost nastanka teh je dvakrat večja kot pri ostalih krvnih skupinah. Razlog za to je višja količina želodčne kisline kot pri ljudeh iz ostalih treh krvnih skupin. Peter D´ Adamo svetuje še posebej osebam s to krvno skupino redno telesno vadbo, ki je lahko precej fizično naporna, ker je ta nujna za vzdrževanje telesnega zdravja, predvsem pa tudi čustvene uravnoteženosti.

### Krvna skupina A
Za življenje v skupnosti so potrebne veščine komunikacije, planiranja in sodelovanja s skupnostjo, karakteristike, ki jih po mnenju Petra D’Adama še danes najdemo pri osebah s krvno skupino A. Ti se dobro prilagajajo na okolje in regularno dieto in potrebujejo vegeteriansko dieto za ohranjanje telesne teže in telesne energije. Peter D’Adamo meni, da imajo ljudje s to krvno skupino visoko naravno bazalno raven kortizola in preveliko proizvodnjo kortizola v odziv na stres. Zato je pri njih značilno povečano tveganje za obsesivno-kompulzivne motnje, bolezni srca, odpornost na inzulin. Izrazito tekmovalni športi po D’Adamovem mnenju organizem in živčni sistem osebe s krvno skupino A samo izčrpajo, ker povečujejo napetost in tako pripeljejo njihov imunski sistem v stanje preobčutljivosti. Nizka raven želodčne kisline pa povečuje verjetnost za raka na želodcu in žolčne kamne.

### Krvna skupina B
Ljudje s to krvno skupino nosijo po mnenju Petra D´ Adama genetski potencial, ki jim omogoča izjemno sposobnost prilagajanja na nove razmere in naj bi se zelo hitro učili. Tako kot pri krvni skupini A, naj bi tudi osebe s krvno skupino B ob stresnih situacijah proizvajale prevelike količine kortizola. Peter D´ Adamo pa vendarle zaključi, da je oseba s krvno skupino B, ki je zanj primerno hrano in živi zdravo življenje, najmanj nagnjena k nastanku raznih bolezni in je tudi najbolj mentalno uravnovešena, v primerjavi z osebami, ki imajo katerokoli drugo krvno skupino. Poleg tega pa tudi pravi, da se ljudje s to krvno skupino najlažje prilagajajo velikim višinam in so statistično bojda najvišji.
Za ohranjanje telesne in duhovne uravnoteženosti Peter D´ Adamo svetuje telesno vadbo, ki je izziv tako za telo kot tudi um; npr. tenis, borilne veščine, golf, kolesarjenje in drugo.

### Krvna skupina AB
Ljudje s to krvno skupino naj bi bili po Peter D’Adamovem mnenju po eni strani prijazni, vredni zaupanja in s smislom za sočloveka, po drugi strani pa naj bi obstajala tudi druga plat teh ljudi, ki naj bi se počutila odtujeno. Naj bi bili intuitivni in duhovni, trdno naj bi stali za svojimi prepričanji, vendar pa vseeno želijo ustrezati merilom drugih. Spremembam okoliščin in prehrane kameleonsko sledijo. Zanje naj bi bile primerne tiste aktivnosti, ki umirjajo telo in dušo, kot so ples, aerobika, sprehodi, joga. Neprimerni naj bi bili tekmovalni športi, ker povzročajo napetost, posledično pa izčrpajo telo. Peter D’Adamo trdi, da so pripadniki te skupine nasledili toleranco obeh krvnih skupin, A in B, in so zato razvili imunski sistem, specializiran za boj proti infekcijskim boleznim. Poleg tega ne tvorijo protiteles anti-A in anti-B, zato ljudje s to krvno skupino redko zbolijo za avtoimunskimi boleznimi in alergijami. Vendar pa, imeti skupino AB, naj ne bi prinašalo samo prednosti: v resnici, pravi Peter D’Adamo, je imunski sistem oseb s to krvno skupino v težavah, ko mora prepoznati nevarne snovi, ki so podobne tistim tipa A ali tipa B ter zato proti njim ne razvija obrambe. To naj bi prinašalo nagnjenost k rakastim obolenjem. Ljudje s to krvno skupino naj bi imeli zelo občutljiv prebavni trakt in posledično večjo nagnjenost k raku na želodcu in kandidozi.

## Konkrektna navodila za prehrano
Iz osnovne ideje, da obstaja povezava med krvnimi skupinami in prehrano, je Peter D'Adamo razvil dieto za posamezno krvno skupino. Pri tovrstni dieti so odločilne tri kategorije živil: ustrezna, nevtralna in neustrezna. Ustrezna živila pri določeni krvni skupini delujejo kot zdravilo, nevtralna so uporabna predvsem kot prehrana, neustrezna so tista živila, ki bi se jim morali izogniti zaradi potencialnih nevarnosti za zdravje osebe. Slednja namreč delujejo na organizem kot strup, zlasti če jih uživamo v velikih količinah.
Peter D'Adamo tudi predlaga hrano, ki naj bi osebam z določeno krvno skupino pomagala pri hujšanju, ter opozarja na hrano, ki redi.

### Dieta tipa 0
Hrana, ki te redi:
- pšenični gluten (ovira učinkovitost insulina, upočasnjuje presnovo)
- koruza (ovira učinkovitost inzulina, upočasnjuje metabolizem)
- fižol (ovira izkoriščanje kalorij)
- zelje (zavira delovanje ščitničnih hormonov)
- brstični ohrovt (zavira delovanje ščitničnih hormonov)
- cvetača (zavira delovanje ščitničnih hormonov)
- gorčično seme (zavira proizvajanje ščitničnih hormonov)

Hrana, ki ti pomaga hujšati:
- morske alge (vsebujejo jod, povečujejo proizvodnjo ščitničnih hormonov)
- morska hrana (vsebuje jod, povečujejo proizvodnjo ščitničnih hormonov)
- jodirana sol (vsebuje jod, povečujejo proizvodnjo ščitničnih hormonov); bolje je vnašati jod v telo z algami in morsko hrano, ker bi prevelike količine natrija v telesu doprinesle k povišanju krvnega pritiska in zadrževanju vode.
- jetra (izvor vitamina B, pomaga pri delovanju metabolizma)
- rdeče meso (pomaga pri delovanju metabolizma)
- špinača, brokoli, ohrovt (pomaga pri delovanju metabolizma)

|                                  | Ustrezno | Nevtralno | Neustrezno |
| -------------------------------- | --- | --- | --- |
| Meso                             | Govedina, bivol, jagnje, ovčetina, srce, jetra, divjačina | Piščanec, race, jerebica, fazan, zajec, puran, prepelica | Svinjina, gos, šunka, salame |
| Ribe                             | jeseter, surovi losos, mečarica, morski jezik, navadni jezik, oslič, ozimica, polenovka, rečni ostriž, sardine, skuša, slanik, ščuka, šarenka.                                   | jegulja, klapavica,krap, lepotka-venernica, morska postrv,morski losos, morski vrag, navadna plošča, ostrige,raki, rdeči okun, romarska pokrovača,sardele,sipa in kalamar, tuna,vahnja. | brancin, hobotnica, kaviar, prekajeni losos, marinirani slanik, som. |
| Mleko, mlečni proizvodi in jajca | Ljudje skupine 0 morajo drastično omejiti porabo mleka in mlečnih izdelkov, ker ji njihov organizem ne more presnoviti.                                                          | kozji sir, maslo, mozzarella,ovčji sir (feta), sojin sir in sojino mleko. | jogurt (vse vrste), kefir, skuta, siri iz kravjega mleka, mleko (posneto ali polnomastno), topljeni sir, sladoled, sir s plesnijo. |
| Koščičasti plodovi in semena     | orehi, bučna semena. | mandelj in mandljevo maslo, sezamovo maslo, kostanji, sončnična margarina, ameriški orehi, macadamia, pinjoli, sončnična semena, sezamova semena, | arašidi, arašidno maslo, liči, brazilski oreh, pistacija, makova semena. |
| Žita in izdelki iz žit           | Zelo priporočljivo se je izogibati vsem vrstam žit in izdelkov iz žit. | amarant, ajdova moka, basmati riž, essenski kruh (iz kaljene pšenice), ječmenova moka, pirin kruh, kruh iz grobe ržene moke, naravni neglaziran riž, pirina moka, prosen kruh, kvinoja, riž (beli, divji), riževa moka, riževi vaflji, ržen kruh, ržena moka. | graham kruh, koruzna moka, koruzni zdrob, koruzni kosmiči, koruzni škrob, kus-kus, ostra pšenična moka, ovseni kosmiči, ovseni otrobi, ovseni otrobi, ovsena moka, polnovredna pšenična moka, polnozrnati pšenični kruh, pšenični kosmiči, pšenični kalčki, pšenični otrobi, pšenični kruh, pšenična moka (tip 405), pšenična moka s kalčki, pšenični drobljenec, rezanci (durum), rženi kruh z otrobi (pumpernickel). |
| Zelenjava                        | artičoke, blitva, brokoli, buče, čebula, česen, endivija, kodrasto zelje, koleraba, paprika (rdeča), por, regrat, rimska solata, špinača, zeleni radič, sladki krompir (batate). | bambusovi poganjki, belušna zelenjava, bučke, čili v stroku, glavnata solata, kalčki mungo fižola, koromač (komarček), korenje, kumare, ledenka, motovilec, zelene olive, ostrigarji, pak-čoj, paprika (rumena in zelena), paradižnik, pomladanska čebula, radič, rdeča pesa, redkev, redkvica, rukola, rumena koleraba, šalotka, šparglji, vodna kreša, zélena. | alfalfa kalčki, avokado, brstični ohrovt, krompir, cvetača, jajčevci (melancane), kitajsko zelje, koruza, črne olive, rdeče zelje, šampinjoni, šitake, zelje. |
| Sadje                            | temne slive, rdeče slive, suhe slive, zelene slive, fige, suhe fige. | ananas, banane, bezgove jagode, borovnice, breskve, brusnice, češnje, datlji, granatna jabolka, grenivke, grozdje, guava, hruške, jabolka, karambola, kivi, kosmulje, limete, limone, lubenice, maline, mango, marelice, melone (kanang, španska), nektarine, papaja, rabarbara, ribez (rdeč in črn), rozine.                                                    | jagode, kokosov oreh, kopine, liči, mandarine, melone (medene, kantalupe), pomaranče, robidnice. |

### Dieta tipa A
Hrana, ki te redi: 
Meso: težko prebavljivo, zaradi tega povzroča kopičenje maščob in strupov v telesu. 
Mleko in mlečni izdelki: zavirajo metabolizem in absorpcijo drugih hranilnih snovi. 
Nekatere vrste fižola: zelo interferirajo s prebavnimi sokovi in upočasnjujejo metabolizem. 
Pšenica (prekomerno): blokira učinkovitost inzulina in tako zavira porabo zaužitih kalorij.
Hrana, ki ti pomaga hujšati: 
Rastlinska olja: naredijo prebavo bolj učinkovito in preprečujejo zadrževanje vode v telesu. 
Hrana iz soje: izboljša prebavo, je hitro prebavljena in metabolizirana. 
Zelenjava: Pospešujejo metabolizem in izboljšujejo peristaltiko. 
Ananas: Poveča uporabnost kalorij in pospešuje peristaltiko.
|                                  | Ustrezno                                                                                                | Nevtralno | Neustrezno |
| -------------------------------- | --- | --- | --- |
| Meso                             | kokoš/piščanec, puran                                                                                   | bivol, divjačina, drobovina, fazan, gos, govedina, jerebica | koštrun, ovčetina, raca, svinjina (tudi šunka in slanina), teletina, zajec                                              |
| Ribe                             | krap, losos, morska postrv, ozimica, rdeči ostriž, sardine, skuša, polenovka                            | mečarica, morski ostriž, morski pes, ploščič, beli ostriž, ščuka, tuna, zlata in rdeča škarpena                                                                                                 | morska ščuka, jastog, jegulja, kaviar, klapavica, kozica, ostrige, rakci, potočni rak, sardele, slanik, sipa, hobotnica |
| Mleko, mlečni proizvodi in jajca | sojino mleko, tofu                                                                                      | jajca, (sadni)jogurt, jogurtov sladoled, kefir, kisla smetana, kozje mleko, kozji sir, mocarela, ovčji sir                                                                                      | edamec, ementalec, gauda, maslo, parmezan, polmastno mleko, sirotka, skuta, topleni sir                                 |
| Fižol in stročnice               | črni fižol, fižol očar, fižol pinto, leča, nizki fižol, rdeča soja, zelena in rdeča leča                | beli fižol, bob, fižol fava, fižol kanelini, fižol preklar, sladkorni grah, zeleni grah | čičerika, fižol lima, rdeči fižol                                                                                       |
| Žita in izdelki iz žit           | ajda, oves, riževa moka, sojina moka,                                                                   | ječmenova moka, koruza (kosmiči, moka, pecivo), kruh brez glutena, ovseni kosmiči, pira, pšenica (kus-kus, moka z glutenom, pšenična moka s kalčki, pšenični zdrob), riž (basmati, beli, divji) | pšenica (kruh, presejana bela moka, pšenični kalčki, kosmiči, pšenični zdrob, testenine)                                |
| Zelenjava                        | artičoke, blitva, brokoli, čebula, česen, hren, koleraba, korenje, peteršilj, por, špinača, vrtno zelje | beluši, brstični ohrovt, bučke, cvetača, endivja, koromač, kumare, mlada koruza, motovilec, zelene olive, paradižnik, rdeča pesa, redkev, rukola,                                               | belo zelje, jajčevci, kitajsko zelje, krompir, črne olive, paprika, rdeče zelje, šampinjoni                             |
| Sadje                            | ananas, borovnice, brusnice, češnje, češplje, grenivka, marelice, robidnice, slive, smokve              | bezgove jagode, breskve, dateljni, grozdje, hruške, jabolka, jagode, kivi, limete, lubenica, maline, nektarine, ribez, rozine                                                                   | banane, mandarine, mango, papaja, pomaranča, rabarbara                                                                  |

### Dieta tipa B
Hrana, ki te redi: 
Koruza: zavira učinkovitost inzulina, zavira metabolizem in povzroča hipoglikemijo 
Leča: ovira absorpcijo hranljivih snovi, upočasnjuje metabolizem in povzroča hipoglikemijo 
Arašidi: upočasnjujejo metabolizem, povzročajo hipoglikemijo 
Sezamovo seme: upočasnjuje metabolizem, povzročajo hipoglikemijo 
Ajda: ovira prebavo, upočasnjujejo metabolizem, povzroča hipoglikemijo 
Pšenica: ovira prebavo in metabolizem, povzroča kopičenje maščob in ovira izrabo kalorij za energijo, zavira učinkovitost inzulina
Hrana, ki ti pomaga hujšati: 
Zelena zelenjava: spodbuja metabolizem 
Meso: spodbuja metabolizem 
Jajca in mlečni izdelki: spodbuja metabolizem 
Jetra: spodbujajo metabolizem 
Čaj sladkega korena (Likorika, Liquirizia): odpravlja hipoglikemijo
|                                  | Ustrezno | Nevtralno | Neustrezno |
| -------------------------------- | --- | --- | --- |
| Meso                             | jagnjetina, ovčetina, zajec, divjačina. | govedina, bivolje meso, jetrca, fazan, puran, teletina. | slanina, piščanec, kokoš, gos, prepelica, raca, srce, svinjina. |
| Ribe                             | jeseter, kaviar, surovi losos, list, mečarica, morska postrv, morski jezik, morski losos, morski vrag, navadna plošča, navadni jezik, oslič, ozimica, polenovka, rdeči okun, rečni ostriž, sardine, skuša, slanik,mariniran slanik, ščuka, šarenka, vahnja, zobčasti ostriž. | morski polži, tuna, krap, romarska pokrovača, sipa, ligenj, som, postrvi, morski pes. | brancin, hobotnica, jegulja, lepotka - venernica, prekajeni losos, ostrige, raki, žabe. |
| Mleko, mlečni proizvodi in jajca | feta, kozji sir, sveži sir, kozje mleko, kefir, mozzarella, slani kravji sir, posneto ali 2% mleko, jogurt (beli ali sadni). | brie, maslo, camembert, parmezan, sir iz bivoljega mleka, cheddar, edamec, emental, neufchatel, polnomastno mleko, sirotka, švicarski sir, gruyere, münster, provolone, sojin sir, sojino mleko, krem sir (formaggini). | sladoled, gorgonzola, topljeni sir. |
| Koščičati plodovi in semena      | Semena in suho sadje niso posebno primerni za skupino B | mandljevo maslo, kostanj, liči, mandeljni, orehi, ameriški orehi, brazilski oreh, oreh makadamija. | arašidi, arašidno maslo, sončnično seme, sezamovo seme, lešniki, pinoli, pistacija, makovo seme, sezamovo seme, bučna semena.                                                               |
| Žita in izdelki iz žit           | ovseni kosmiči in moka, riževi kosmiči, sladice, moka, vaflji, kruh iz integralnega riža, pira, proso, essenski kruh (iz kaljene pšenice). | sladice iz ovsenih kosmičev, sojin kruh, pirin kruh, kruh brez glutena, pšenična moka tipa 500 (bela), quinoa, testenine iz pšenice durum, riž, graham kruh, naravni neglaziran riž, basmati riž. | amarant, ajdova moka, bulgur, ječmenova moka, ječmen, ržen kruh, koruza in koruzni kruh, škrob, kosmiči, kus-kus, pšenični kosmiči, pšenični otrobi, pšenični polnozrnati kruh, topinambur. |
| Zelenjava                        | rdeča pesa, listje rdeče pese, brokoli, zelje (kitajsko, rdeče, belo zeleno), ohrovt, lima fižol, gobe šitaki, gorčica, paprika (rumena, rdeča, zelena), pekoča paprika, pastinak, brstični ohrovt, cvetača, korenje, sladki krompir-batate, peteršilj, jajčevci.            | česen, alfalfa, bambusovi vršički, belušna zelenjava, blitva, cukine, čebula, endivija, glavnata solata, koleraba, koprc (komarček, koromač, finokio), ledenka, motovilec, pak-choi, morske alge, morska solata, pomladanska čebula, por, radič, regrat, rimska solata, rukola, rumena koleraba,šalotka, šampinjoni, vodna kreša, zélena, zeleni radič, šparglji, pesa, cikorija, kumarice,krompir. | avokado, artičoki, listje redkvic in redkvice, olive (vse vrste), paradižnik, tofu, topinambur, buča.                                                                                       |
| Sadje                            | ananas, banane, brusnice, papaja, slive (modre, rdeče, rumene), grozdje (belo, črno, rdeče, konkordia). | marelice, lubenica, pomaranča,melon kantalupe, češnje, dateljni, fige (suhe ali sveže), jagode, guaiava (guava), kiwi, kumquat, maline, limetta, limona, mandarine, mango, jabolka, zimski melon (beli), španski melon, medeni melon, borovnice, robidnice, hruške, nektarine, breskve, grenivka, suhe slive, ribez (rdeči in črni), rozine, bezgove jagode, kosmulje, liči,                        | avokado, kaki, karambola, indijska figa (opuncija), granatno jabolko, kokosov oreh, rabarbara.                                                                                              |

### Dieta tipa AB
Hrana, ki te redi: 
rdeče meso (težko prebavljivo, skladišči se kot maščoba, zastruplja prebavni trakt) 
fižol - posebno Lima fižol (blokira učinek inzulina, povzroča hipoglikemijo - dvig sladkorjev v krvi, znižuje metabolizem) 
semena (preveč dvigajo sladkor) 
koruza (blokira učinkovanje inzulina) 
ajda (dviga sladkor) 
pšenica (upočasnjuje metabolizem, povzroča neučinkovito porabo kalorij, blokira učinkovanje inzulina)
Hrana, ki ti pomaga hujšati: 
tofu (spodbuja učinkovitost metabolizma) 
morska hrana (spodbuja učinkovitost metabolizma) 
mlečni proizvodi (izboljšujejo učinkovitost inzulina) 
zelena zelenjava (spodbuja učinkovitost metabolizma) 
morske alge (izboljšujejo proizvajanje inzulina) 
ananas (pomaga pri prebavi)
|                                | Ustrezno | Nevtralno | Neustrezno                                                                                    |
| ------------------------------ | --- | --- | --------------------------------------------------------------------------------------------- |
| Meso                           | koštrun, ovčetina, puran, zajec                                                                                           | drobovina (jetra), fazan | divjačina, drobovina (srce), gos, govedina, kokoš/piščanec, raca, slanina, svinjina, teletina |
| Mleko, mlečni izdelki in jajca | jogurt, kefir, kisla smetana, kozje mleko, kozji sir, mocarela                                                            | edamec, ementalec, gauda, jajca, jogurtov sladoled, sirotka, skutaa, sojino mleko, tofu                                                                  | maslo, mlečni sladoledi in sorbeti, parmezan, pinjenec, topljeni sir                          |
| Ribe                           | morska postrv, oslič, rdeča/rumena škarpena, sardine, skuša, polenovka, bela tunina                                       | dagnje, kaviar, krap, losos, mečarica, morski list, morski pes, plave ribe, sipa, hobotnica, slanik                                                      | jastog, morski list, morski rakci, ostrige, sardelice, hobotnica, sipa                        |
| Fižol in stročnice             | fižol pinto, rdeča soja, rdeči fižol, zelena leča                                                                         | beli fižol, bob, fižol kanelini, fižol preklar, leča, nizki fižol, rdeča leča, zeleni grah                                                               | čičerika, črni fižol, fižol lima                                                              |
| Žita in izdelki iz žit         | Oves, kosmiči, otrobi, pira, kaša, pšenica, riž in izdelki                                                                | ječmen, kruh brez glutena, pecivo in kruh iz ovsenih otrobov (mufini), izdelki iz pšenice                                                                | ajdove testenine, ječmenova moka, koruzna moka in škrob, koruzni kosmiči                      |
| Zelenjava                      | brokoli, cvetača, česen, jajčevci, kitajski krompir, kumare, peteršilj, rdeča šesa, regrat, sladkki krompir, zeleno zelje | belo zelje, beluši, blitva, brstični ohrovt, bučke, čebula, kitajsko zelje, koleraba, korenje, krompir, motovilec, zelene olive, paradižnik, rdeče zelje | artičoke, mlada koruza, črne olive, paprika, redkev                                           |
| Sadje                          | ananas, brusnice, češnje, grenivka, grozdje, kivi, slive, smokve                                                          | banane (kuhane), bezgove jagode, borovnice, breskve, dateljni, hruške, jabolka, jagode, maline, mandarine, marelice, naktarine, rozina, suhe slive       | bananae, granatno jabolko, kaki, mango, pomaranče, rabarbara                                  |

## Kritike teorije
Teorija Petra D'Adama je zaradi različnih razlogov naletela na številne kritike znanstvenikov po vsem svetu  Peter D'Adamo pa na nekatere javno odgovarja na njegovi uradni spletni strani.

### Pomanjkanje raziskav in dokazov
Prva kritika na račun Peter D'Adamovih hipotez in priporočil je ta, da je zanje ponudil nezadostne dokaze. Na primer, njegova knjiga, Eat Right 4 Your Type, natisnjena leta 1997 vsebuje samo bibliografijo. Knjige, ki jih je napisal kasneje, sicer vsebujejo jasno ločeno hrano na »ustrezno«, »nevtralno« in »neustrezno« za vsako krvno skupino posebej, podatki in argumentacija o tem, kako se je do ugotovitev za to klasifikacijo D'Adamo prikopal pa niso navedeni nikjer.
Poleg tega D'Adamo kategorizira kompleksen človeški organizem zgolj v 4 krvne skupine in zaradi tega nekateri D'Adamovo dieto opisujejo kot “astrologija krvnih skupin”.

### Kritika lektinske hipoteze
D'Adamo trdi, da v hrani obstajajo številni ABO specifični lektini. To trditev sodobne biokemične raziskave ostro zavračajo, saj ni bilo nikoli dokazano, da obstajajo specifični lektini, ki bi vplivali zgolj na posamezno krvno skupino. Raziskave so pravzaprav dokazale, da lektinov, ki so specifični za določeno krvno skupino, ne najdemo v hrani (razen dveh redkih izjem, npr. lima fižol) pač pa predvsem v rastlinah in živalih, ki so kot hrana neobičajni.
Kot podpora D'Adamovi teoriji se pogostokrat navaja Nachbarjeva študija. Ta je potrdila, da ima 29 od 88 vrst hrane, ki so jo testirali, signifikantno lektinom podobno delovanje (podatke so dobili iz testov hemaglutinacije in bakterijske aglutinacije). Vendar pa je treba dodati, da je skoraj vseh 29 vrst hrane aglutiniralo vse krvne skupine, kar pomeni, da je bilo večina hrane nespecifična za ABO krvne skupine. Ker torej teorija Petra D'Adama sloni na lektinih, ki so specifični za posamezno ABO krvno skupino, Nachbarjeva študija te ne podpira. 
Peter D'Adamo je večkrat opozoril, da je poenostavljanje njegove teorije zgolj na delovanje lektinov zgrešeno. Opozoril je, da je bolj kot izogibanje lektinom pomembno uživanje ustrezne prehrane in opiše svojo dieto kot »tisto kar ješ, ne pa tisto čemur se izogibaš«. D'Adamo še zaključi, »da je povezava z lektini le del večje slike«. Kritike moti predvsem to, da vsega tega Peter D'Adamo v svojih knjigah ne navede dovolj jasno ali pa sploh ne.
Tudi doktor medicine Michael Klaper je skeptičen do D'Adamove lektinske hipoteze, saj se sprašuje: “Kako je možno, da so v preteklosti ameriški Indijanci pridelovali in se prehranjevali s koruzo, ki je bila eden glavnih virov njihove prehrane, ko pa jih ima velika večina (99%) krvno skupino O? Po D'Adamovi teoriji bi se morale osebe s krvno skupino O koruze izogibati, saj deluje škodljivo na njihovo zdravje.”

### Pomanjkanje kliničnih preiskusov
Naslednja kritka je, da ne obstajajo klinični preiskusi, ki bi potrdili učinkovitost diete na podlagi krvnih skupin. V svoji prvi knjigi, Eat Right 4 Your Type, natisnjeni že leta 1997, Peter D'Adamo omeni, da izvaja že 8 let študijo raka, vendar pa rezultati te študije niso bili nikoli nikjer objavljeni. V svoji knjigi Arthritis: Fight It With the Blood type Diet, D'Adamo omeni 12 tedensko študijo, ki naj bi jo kmalu izvedel z namenom, da ugotovi učinkovitost svoje diete pri bolnikih z revmatoidnim artritisom, vendar pa rezultati le-te niso bili nikoli objavljeni.
Na D'Adamovi spletni strani so bili objavljeni rezultati njegove neodvisne študije  v kateri je sodelovalo 6627 oseb, ki so sledili nasvetom D'Adamove diete na podlagi krvnih skupin. Raziskava je trajala 1 mesec, v njej pa so osebe poročale o morebitnih izboljšavah zdravstvenega stanja. 71-78% oseb je poročalo o signifikantnem izboljšanju različnih zdravstvenih stanj, večina katerih je bila povezana s telesno težo. Vendar pa so o teh rezultatih ljudje v študiji poročali sami, zato rezultati niso objektivni, ker ne vemo na kakšen način so bile informcije pridobljene.

### Nastanek krvnih skupin
V Brazilski medicinski raziskovalni reviji sta Luiz C. de Mattos in Haroldo W. Moreira izpostavila, da če velja D'Adamova teorija o nastanku krvnih skupin in da je krvna skupina O najstarejša, se je moral gen za krvno skupino O razviti pred genoma za krvno skupino A in B na ABO lokusu. Vendar pa filogenetske povezave med človeškimi in nečloveškimi ABO aleli kažejo na to, da se je gen za krvno skupino A razvil prvi. Avtorja članka sklepata, da bi bilo, v evolucijskem smislu, nenormalno, da bi se normalna gena (tista za krvni skupini A in B) razvila iz abnormalnega gena (za krvno skupino O).
Yamamoto et al. pa še dodajajo:
Čeprav je krvna skupina O pogosta v vseh populacijah po svetu, ne obstaja nobenih dokazov za to, da gen O predstavlja predhodni gen na ABO lokusu iz katerega sta se razvila še ostala gena. Poleg tega pa tudi ne moremo skelpati, da bi se »defective« gen razvil spontano in se kasneje razvil v normalen gen.
Obstaja tudi študija iz leta 2004, ki zaključi: »Če predpostavljamo nespremenljivost stopnje evolucijske hitrosti lahko ocenimo, da se je diverzifikacija alelov treh reprezentativnih človeških ABO linij (A101, B101 in O02) zgodila pred približno 4,5 do 6 milijoni let.« To odkritje pa direktno kontradiktira D'Adamovi teoriji o nastanku krvnih skupin.
Avtor na te trditve odgovarja, da je karakteriziranje njegovega opisa razvoja krvnih skupin kot stvar mutacijske selekcije prepoenostavljeno in da za tem stoji želja po diskreditaciji njegove teorije, kar je jasno, ko pa je bil avtor primoran kompleksen znanstveni material prevesti v kontekst dietne knjige za masovni trg. D'Adamo še dodaja, da je zaključke za svojo teorijo o nastanku krvnih skupin pridobil iz epidemioloških posledic migracijskih vzorcev in nalezljivih bolezni, ki so v povezavi s porazdelitvijo krvnih skupin in migracijskih vzorcev, ne pa naravne slekcije preko mutacij v kakršnemkoli Mendelovskem smislu.

### Ostale kritike
Nutritionisti opominjajo, da upoštevanju D'Adamove diete nujno sledi opuščanje celotnih prehranskih skupin (ki naj bi bile za določeno krvno skupino neprimerne), posledice tega pa so neuravnotežena prehrana in možni zdravstveni zapleti. Poleg tega lahko postane jedilnik precej monoton.
Mnogi kritiki očitajo Petru D'Adamu nestrokovno izražanje (kljub temu, da so njegove knjige namenjene širokemu krogu bralcem. D'Adamo npr. V svoji knjigi Eat right for your type pravi: "To stanje, hipotiroidizem, se pojavi zato, ker ljudje s krvno skupino O ne proizvedejo dovolj joda." Resnica je seveda ta, da naše telo sploh ne proizvaja joda, kot tudi ne npr. kalcija, magnezija, natrija ne katerihkoli drugih mineralov, vzroki za hipotiroidizem pa so lahko številni in ležijo drugje.
Doktor medicine Michael Klaper se sprašuje, zakaj se D'Adamo omejuje zgolj na krvni sistem ABO. To je zgolj en sistem, kateri klasificira več kot 30 proteinov na površini celic, ki določajo tudi ostale krvne skupine z imeni kot so Auberger, Diego, Duffy, Kell, Kidd, Lewis, Lutheran, MNSs, P, Rh, Sutter in Xg. Poleg tega tudi ne smemo pozabiti na Rh faktor; ne glede na krvno skupino, ki jo imamo, nas približno 85% nosi Rh antigen, ostalih 15% pa je Rh negativnih.
Klaper še opozarja o pomembnosti ustreznega prehranjevanja z mesom: za nekoga s krvno skupino A, ki je celo življenje jedel meso, je lahko zelo nevarno, da ga kar čez noč izpusti iz prehrane, saj se metabolne poti v telesu na to ne morejo tako hitro privaditi. Posledice so lahko pomanjkanje nujno potrebnih snovi v telesu, po drugi strani pa opozarja na etično sporen vidik pretiranega prehranjevanja z izključno mesno hrano (kar D'Adamo priporoča osebam s krvno skupino O), saj je bilo že do sedaj ogromno gozdov skrčenih prav na račun pašnikov. Poleg tega opozarja, da je dieta na podlagi živalske hrane v močni povezavi s povečano možnostjo nastanka raka na črevesju, pretiravanje z mesno hrano pa tudi lahko vodi do nastanka srčno-žilnih bolezni in osteoporoze,
zaključi pa še, da meso, ki ga uživamo danes, vsebuje veliko več pesticidov, antibiotikov, rastnih in spolnih hormonov, mikrobov (E. coli in Salmonella) kot pa ga je vsebovalo meso, ki so ga uživali naši predniki.